# Dallas XXX: A Parody
Dallas XXX: A Parody ist eine US-amerikanische Porno-Parodie auf die Fernsehserie Dallas aus den 1970er Jahren. Dabei ist die Handlung größtenteils angelehnt an die Folge A House Divided aus dem Jahre 1980, die zu den bekanntesten Folgen der Serie zählt.

## Auszeichnungen und Nominierungen
- XRCO Awards, 2013
  - Winner: Best Parody: Drama

- AVN Awards, 2013
  - Nominee: Best Non-Sex Performance, Hershel Savage
  - Nominee: Best Parody: Drama
  - Nominee: Best Supporting Actor, James Deen
  - Nominee: Best Supporting Actress, Bobbi Starr
  - Nominee: Best Director: Parody, Andre Madness
  - Nominee: Best Actor, Eric Masterson

- Nightmoves, 2012
  - Nominee: Best Parody: Drama

- Sex Awards, 2013
  - Nominee: Adult Parody of the Year